# 실향민동맹

실향민동맹(독일어: Bund der Vertriebenen – Vereinigte Landsmannschaften und Landesverbände e. V.), 약칭 BdV는 은 1957년 10월 27일 서독에서 발족된 비영리단체로, 제2차 세계대전 이후 중동유럽에서 추방당한 민족독일인들의 이익단체다.
기민련이든 사민당이든 여당이 되어 중동유럽 국가들과 관계개선을 도모하면 실향민동맹이 격렬히 반발하는 경향이 있다. 현재 독일은 구 독일 동부 영토에 대한 영유권을 포기하였으나, EU조약에 따라 EU 내에서는 해당국의 주권하에 귀향이 가능하다. 폴란드 및 체코 등은 민족독일인 실향민들의 재산 배상 요구를 인정하지 않는다.
과거 동독 및 폴란드는 실향민동맹이 나치에 근본을 두고 있다고 비난했다. 최근 연구에서는 실향민동맹 제1기 지도부 중 13명이 실제로 나치였던 것으로 밝혀졌다.

## 같이 보기
- 폴란드의 역사
- 민족 청소
- 히키아게샤
- 구 독일 동부 영토